# Étoile sportive fréjusienne
 (novembre 2022).
Si vous disposez d'ouvrages ou d'articles de référence ou si vous connaissez des sites web de qualité traitant du thème abordé ici, merci de compléter l'article en donnant les références utiles à sa vérifiabilité et en les liant à la section « Notes et références ».
L'Étoile sportive fréjusienne est un ancien club français de football basé à Fréjus, fondé en 1938 et disparu en 2009. Fréjus a évolué en 2008-2009 en championnat de France Amateurs (D4), avant de fusionner le 16 mars 2009 avec le club voisin du Stade raphaëlois qui accédait alors en CFA, pour former l'Étoile Football Club Fréjus Saint-Raphaël.

## Histoire du club
Il s'agit du premier club créé à Fréjus. Le Sporting club est créé en 1923. Durant cette année, ce club s'illustre en allant battre l'équipe réserve de l'OM 7 buts à zéro. 

Composition de l'équipe : Davin, Gourdin, Davin, Gaydon, Audisio L., Astier, Ferrand, Ollivero, Fabre, Domergue, Ridel 

### L'avant ESF
ASF
Après la chute du Sporting Club vint la section Foot de l'A.S.F.
Palmarès : 
- Champion du Var 2e série 1932-1933 
- Champion du Var 1re série 1933-1934 
- Champion de la Cote d'Azur 1re série 1933-1934 
- Champion de promotion d'Honneur 1935-1936-1937-1938-1939.
L'ASF présente sa démission au maire de Fréjus (Dr Donnadieu) au mois d'avril 1941 : L'ASF fusionne avec l'ESFP. Les signataires étaient messieurs Bouffioux et L'empereur.
ESFP

### Déclaration au Journal Officiel du 5 juin 1938
Création du club l'ESFP (Étoile Sportive de Fréjus Plage), le 20 mai 1938.
Le siège : il se trouve chez M. Justin à la Brasserie du petit Casino de Fréjus Plage.
Le président : M. Causse, remplacé par M. Pla (électricien de Fréjus Plage) 
Terrain : rue Roland-Garros, près de la base.
Durant la première saison, l'ESFP devient championne du Var 2e division et finit finaliste du championnat de la Côte d'Azur.
Composition de l'équipe : Rivière, Debard, Martucci, Marucci, Léger, Giordana, Francheschi.
En 1941, cette société compte environ 90 joueurs. L'Étoile ne touche aucune subvention de la ville, elle vit modestement.
Naissance de l'ESF
En juillet 1942, sous la conduite de M. Jolly, adjoint au maire, délégué aux sports, naît l'ESF (Étoile Sportive Fréjusienne) qui fusionne avec l'ASF 
- Président : M. Combe 
L'ESF joue au stade municipal de Fréjus Plage (rue Roland-Garros). Durant la Seconde Guerre mondiale, les Allemands évacuent les maisons, de la rue Grisolle au boulevard de la Mer. L'ESF s'installe ensuite au Pouvadou des Demoiselles Roquemaure (Saint-Lambert).
Équipement de l'époque : maillot bleu avec une étoile blanche, culotte blanche, bas rouges.

### 1959 – Malpasset
La catastrophe du barrage de Malpasset marquera à tout jamais les Fréjussiens. Le stade actuel porte le nom d'une de ces victimes : Eugène Pourcin. L'ESF se souvient de Youras, Gil et Eugène Pourcin, qui ont tant fait pour l'équipe. La France, mais aussi l'Europe entière, est solidaire de la ville. Ainsi, le Real Madrid a beaucoup aidé le club.

### Débuts en D4 (1985-1991)
Champions de DH Méditerranée, les Varois sont promus pour la première fois en Division 4 en 1985.
À l'issue de la saison 1986-87, le club finit à une satisfaisante 8e place de son groupe.
Les saisons suivantes voient l'équipe progresser de plus en plus finissant plus proche de la promotion en D3.
La saison 1990-91 est un tournant pour l'ESF. En effet, les Varois finissent premiers de leur poule et accèdent enfin à la D3.

### Court passage en D3 (1991-1993)
À leurs débuts en D3, 1991-92, les Varois assurent assez facilement leur maintien en finissant 7e de leur poule.
La saison suivante, le club finit 8e et passe la saison suivante en National 2 (Division 4) à la suite de la restructuration des divisions nationales amateurs, et notamment de la création du National , du N2 et du N3.

### Très court passage en N2 (1993-94)
L'ESF après sa « descente » ne se fait pas attendre pour remonter puisqu'elle finit seconde de son groupe de N2 1993-94, derrière une réserve qui ne peut pas monter au niveau supérieur.

### Accession en National (1994-2000)
Les Varois, promus en National pour la saison 1994-95, font sensation en finissant 4es de leur groupe, à seulement deux points du second, le CS Louhans-Cuiseaux, promu en D2, emmené par un Cyril Cassèse, auteur de 15 buts.
Malgré l'unification des deux poules de National, l'ESF s'impose comme un club régulier de National.
Les Varois ne quittent ce niveau qu'en Championnat de France de football National 1999-2000 que l'ESF est reléguée finissant à la 19e position.

### Retour en CFA (2000-2009)
Le club fait son retour au quatrième niveau national pour la saison 2001-02 et se maintient assez largement en finissant à la 9e place de son groupe.
Le club frôle la relégation lors de la saison 2002-03 finissant à 1 point de son voisin du Stade Raphaëlois qui, lui, repart en CFA 2.
Les saisons suivantes verront le club rentrer dans le rang finissant généralement entre la 8e et la 13e place.
Le club voit néanmoins la promotion leur filer entre les doigts lors de la saison 2008-09 où les Varois terminent seconds de leur poule derrière le Hyères FC. Mais le sort fera que certains clubs se feront rétrograder ou bien voir leur promotion annulée ce qui ira en faveur de l'ESF qui sera promue par la FFF en National neuf ans après sa descente en CFA.

### Fusion avec Saint-Raphaël (2009)
L'ESF officialise sa fusion le 16 mars 2009 avec le Stade raphaëlois, club de CFA2, le club de la ville voisine, de Saint-Raphaël. Le nouveau club créé est l'Étoile Football Club Fréjus Saint-Raphaël.
Lors de sa dernière saison, le club termine à la seconde de place de son championnat, ce qui permit au nouveau club créé de commencer en National pour la saison 2009-2010.

## Bilan par saison
| Saison    | Division | Classement | Meilleur buteur                  | Nombre de buts | Coupe de France | Coupe de la Ligue |
| --------- | -------- | ---------- | -------------------------------- | -------------- | --------------- | ----------------- |
| 1999-2000 | National | 18e        | Stéphane Beyrac, Christophe Ajas | 8              | 6e tour         |                   |
| 1997-1998 | National | 18e        | Cyril Cassèse                    | 16             | 6e tour         |                   |

## Palmarès
- Champion de France Division 4 : 1991
- Champion DH Méditerranée : 1986
- 32e de finale de la coupe de France 2001 et 2008
- Quart de finale de la coupe de France 2017

## Stade
Le stade Eugène-Pourcin est construit en 1947. L'ancienne tribune est offerte par le Real Madrid après la tragédie de Malpasset le 2 décembre 1959. La tribune est rebaptisée tribune René-Félix en 2005. Sa capacité est de 600 places assises, le stade pouvant accueillir en tout 2 500 personnes.
L'équipe de CFA évolue principalement sur ce stade pendant la saison qui accueille aussi le tournoi de la Ville de Fréjus réservé aux benjamins et poussins. Le stade a aujourd'hui été détruit pour laisser place à un complexe immobilier.

## Personnalités du club

### Entraîneurs
- 1976-1983 :  Guy David
- 1993-1997 :  Jean-Marc Pilorget
- 2003-2005 :  Dominique Veilex
- 2005-2007 :  Daniel Bréard
- 2007-2008 :  Guy David
- 2008-2009 :  Athos Bandini

### Joueurs emblématiques
- Adil Rami
- Fayçal Fajr
- Amdy Faye
- Guy Modeste
- Gérard Gnanhouan
- Antoine Goulard
- Eyemen Henaini